# Vojmsjöns gravfält
Vojmsjöns gravfält var ett gravfält med åtta stensättningar som låg vid Vojmsjön längs Storvikens nordöstra strand. De undersöktes först efter Vojmsjöns dämning när de var kraftigt skadade, men de tros vara från järnåldern.

## Upptäckt och undersökning
Vojmsjön reglerades 1950, innan de stora fornminnesinventeringarna påbörjades i Norrland. Först 1964 framkom uppgifter om att det skulle finnas stensättningar inom en del av stranden som under större delen av året låg helt under vatten. Lämningarna besiktigades vid lågvatten 1965 och en undersökning påbörjades, men när vattnet steg fick arbetet avbrytas. Först våren 1969 genomfördes en fullständig undersökning. Lämningarna var då mer eller mindre renspolade.

## Gravfältet
På nordöstra sidan av det som en gång var Storvikens strand finns lämningar efter ett gravfält med åtta stensättningar. De låg på rad längs stranden, mellan en och tio meter från den ursprungliga strandlinjen. Samtliga var runda eller ovala, tre–fem meter i diameter. Endast två lösfynd hittades, ett fragment av en ljusblå glaspärla samt ett flintavslag. Fynden tillåter inte datering, men liknande stensättningar som har påträffats vid Abelvattnet i Tärna socken längre norrut har daterats till mitten av järnåldern. En annan lämning bestående av åtta stensättningar längs en strand i Nyhems socken i Jämtland har daterats till romersk järnålder. Det verkar därför troligt att även gravarna vid Vojmsjön anlagts under järnåldern.